# 2994 Flynn
2994 Flynn eller 1975 PA är en asteroid i huvudbältet som upptäcktes den 14 augusti 1975 av Perth-observatoriet. Den är uppkallad efter Vicki Marie Flynn.